# Орехуэла, Джефферсон
Джефферсон Габриэль Орехуэла Искьердо (исп. Jefferson Gabriel Orejuela Izquierdo; род. 14 февраля 1993 года в Сан-Лоренсо, Эквадор) — эквадорский футболист, полузащитник клуба «Керетаро» и сборной Эквадора.

## Клубная карьера

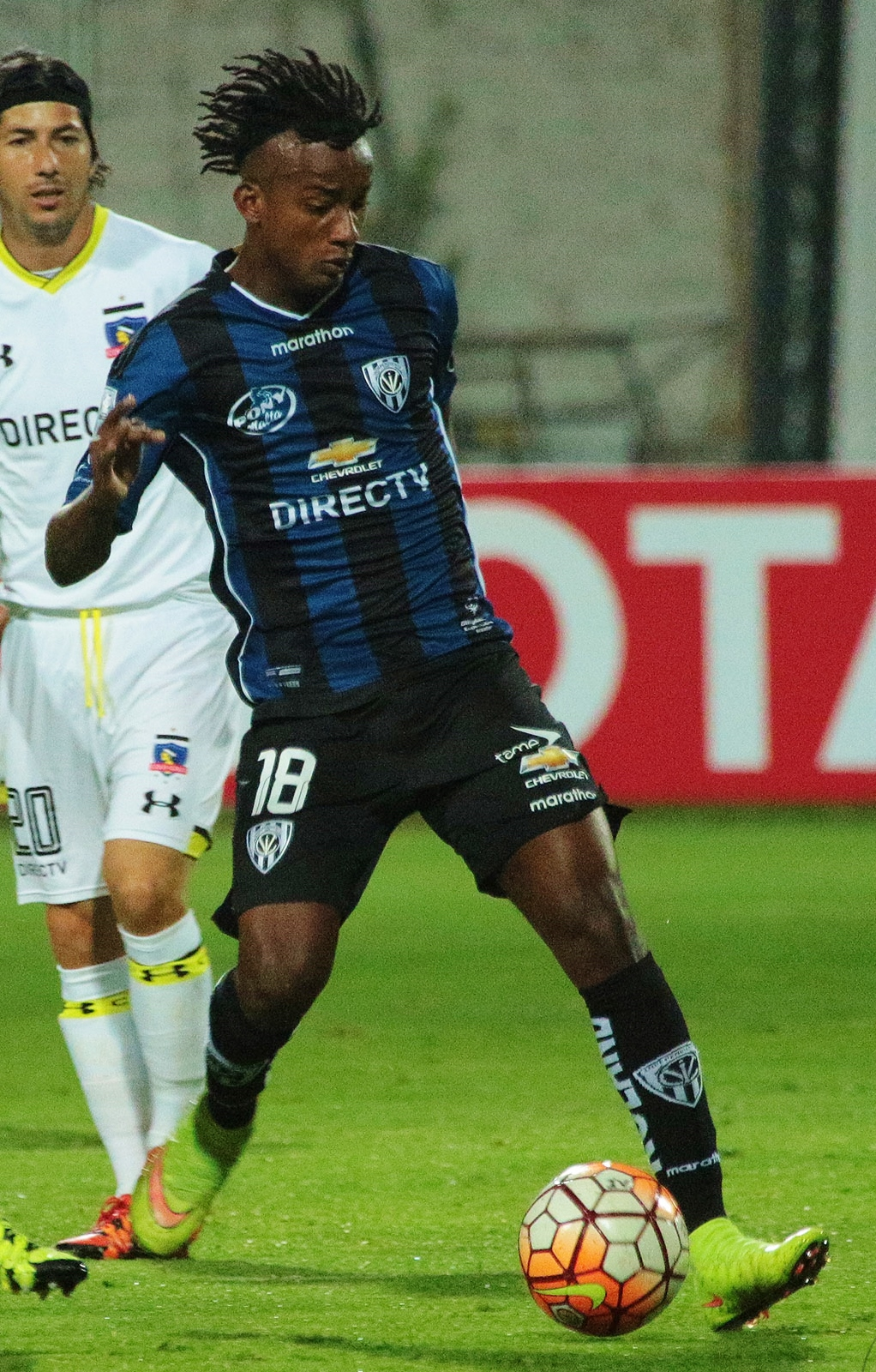
Орехуэла в составе «Индепендьенте дель Валье»

Орехуэла начал профессиональную карьеру в клубе «Индепендьенте дель Валье». 29 марта 2012 года в матче против ЛДУ Кито он дебютировал в эквадорской Примере. 4 октября в поединке против «Депортиво Кито» Джефферсон забил свой первый гол за «Индепендьенте дель Валье». 19 февраля 2016 года в матче Кубка Либертадорес против чилийского «Коло-Коло» он забил гол. В том же году впервые в истории Джефферсон помог клубу выйти в финал Кубка Либертадорес.
В начале 2017 года Орехуаэла перешёл в бразильский «Флуминенсе». В январе в поединке Лиги Примера против «Крисиумы» Джефферсон дебютировал за новую команду. 14 мая в матче против «Сантоса» он дебютировал в бразильской Серии A.

## Международная карьера
6 октября 2016 года в матче отборочного турнира чемпионата мира 2018 против сборной Чили Орехуэла дебютировал за сборную Эквадора.

## Титулы и достижения
- Чемпион Эквадора (1): 2018
- Финалист Кубка Либертадорес (1): 2016